# Гюннар Орри Ольсен
Гюннар Орри Ольсен (исл. Gunnar Orri Olsen; родился 15 марта 2008 года, Исландия) — исландский футболист, полузащитник датского клуба «Копенгаген».

## Клубная карьера
Гюннар Орри Ольсен — воспитанник «Стьярнана». За клуб дебютировал 16 февраля 2024 года в матче Кубка исландской лиги против «Тоура», проведя на поле все 90 минут. Свой единственный матч в чемпионате Исландии провёл 22 июня против «Коупавогюра», выйдя на замену на 62-й минуте вместо Бальдюра Логи Гвюдлёйгссона. За основную команду «Стьярнана» провёл всего два матча.
В ноябре 2022 года проходил стажировку в «Копенгагене». В октябре 2023 года появилась информация об полноценном интересе к Ольсену со стороны датского клуба; данную информацию прокомментировал операционный менеджер «Стьярнана» Торвальдюр Эдлигссон, отметив, что клуб знает об интересе «Копенгагена», но ещё не общался с ними насчёт трансфера; также он отметил, что Ольсен — «один из перспективных футболистов» и то, что «ему нужно использовать свои таланты, чтобы сделать блестящую карьеру». 28 ноября 2023 года сайт fótbolti.net сообщил о том, что после того, как Ольсену исполнится 16 лет, он перейдёт в «Копенгаген» в ближайшее трансферное окно. 9 января 2024 года датский клуб официально объявил о переходе Гюннара Ольсена летом того же года. Перешёл в «Копенгаген» вместе со своим другом и партнёром по сборным Исландии Виктором Бьярки Дадасоном в один день — 1 июля. Мог перейти в дортмундскую «Боруссию», так как был там в марте или апреле 2023 года, и в «Бенфику». Также им интересовались некоторые клубы из Скандинавии и Италии. В итоге перешёл в «Копенгаген», так как это «хороший, гигантский клуб в Дании» и что Ольсена «хорошо приняли, когда был там на просмотре. Они [„Копенгаген“] хорошо отзывались обо мне и проявили большую заботу».

## Карьера в сборной
За сборные Исландии до 15, 16 и 17 лет сыграл 17 матчей, где забил 4 мяча.

## Личная жизнь
Гюннар Ольсен изучал датский язык в начальной школе и продолжил изучать его в «Копенгагене». Его образцом для подражания является Джуд Беллингем, а любимым клубом — «Манчестер Юнайтед». Мечта Ольсена — играть в английской Премьер-лиге.